# Canko Cvetanov
Canko Cvetanov (in bulgaro Цанко Цветанов?; Svištov, 6 gennaio 1970) è un allenatore di calcio ed ex calciatore bulgaro, di ruolo difensore.

## Palmarès

### Club

#### Competizioni nazionali
- Campionato bulgaro: 4

FK Etar: 1990-1991
Levski Sofia: 1993-1994, 1994-1995, 2000-2001
- Coppa di Bulgaria: 2

Levski Sofia: 1993-1994, 2001-2002